# Duarte I de Portugal
Duarte I (Viseu, 31 de outubro de 1391 – Tomar, 9 de setembro de 1438), apelidado de o Eloquente e o Rei-Filósofo pelo seu interesse pela cultura e pelas obras que escreveu, foi o Rei de Portugal e Algarve de 1433 até à sua morte. Era terceiro filho do rei João I e da rainha Filipa de Lencastre e por morte de seu irmão mais velho, Afonso, torna-se o herdeiro da Coroa portuguesa.

## Vida
Foi o décimo primeiro rei de Portugal, o segundo da Dinastia de Avis. Foi o terceiro filho do rei de Portugal e do Algarve, João I, Mestre de Avis e da sua esposa, Filipa de Lencastre.
D. Duarte recebeu o seu nome em homenagem ao avô de sua mãe, o rei Eduardo III da Inglaterra. Desde muito jovem, D. Duarte acompanhou o seu pai nos assuntos do reino, sendo portanto um herdeiro preparado para reinar; em 1412 foi formalmente associado à governação pelo pai, tendo os assuntos da justiça e das finanças.
Juntamente com os irmãos, convenceu o pai a conquistar Ceuta; lá foi armado cavaleiro pelo pai, juntamente com os irmãos Pedro e Henrique.
Casou com Leonor de Aragão, filha de Fernando I de Aragão e neta paterna de João I de Castela. Duarte dedicou à rainha uma obra literária. Leonor após ficar viúva tornou-se regente por algum tempo.
Quando se tornou rei, tinha quase 42 anos e levava 21 de governo, pois ganhou experiência no reinado do pai.
Num curto reinado de cinco anos deu continuidade à política de exploração marítima e de conquistas em África. O seu irmão Henrique estabeleceu-se em Lagos, de onde dirigiu as primeiras navegações e em 1434, Gil Eanes dobrou o Cabo Bojador. Numa campanha mal sucedida a Tânger, o seu irmão D. Fernando foi capturado e morreu em cativeiro.
Descreve-o assim um autor anónimo medieval: «El-Rei D. Duarte está na sacristia de S. Domingos em uma tábua pequena, de altura um côvado, e está o corpo todo, posto que a tábua é pequena, acima dos armários onde se revestem os frades para dizer missa. Não tinha mais barba que os bigodes, há dias que o não vi, não sei se está ainda aí, ou o mudaram os frades para outra parte...» [Manuscrito do Rio de Janeiro (Retratos de Reis que estão em Lisboa)].
Este rei interessou-se pela cultura e escreveu duas obras, como o Leal Conselheiro  e o Livro da Ensinança de Bem Cavalgar Toda Sela. Preparava uma revisão da legislação portuguesa quando morreu, vitimado pela peste.
O seu filho Afonso tinha apenas 6 anos quando D. Duarte morreu, em 1438. O rei em testamento entregou a regência à rainha, Leonor, sua mulher. Esta medida não foi do agrado da população. Houve uma desavença na família para decidir quem seria regente.
Jaz nas Capelas Imperfeitas do Mosteiro de Santa Maria da Vitória, na Batalha, ao lado da rainha D. Leonor.

## Reinado

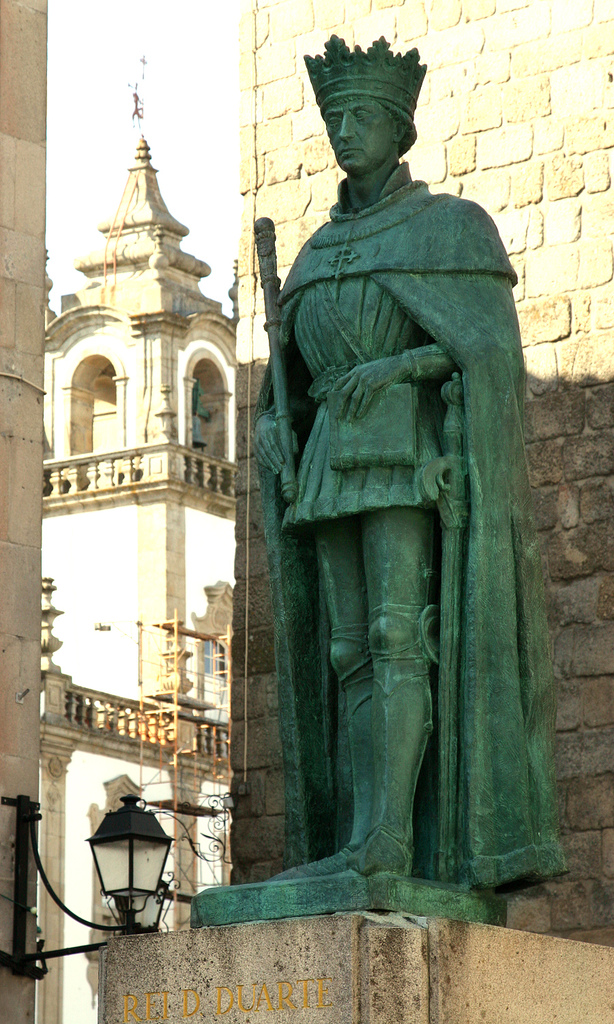
Estátua de D. Duarte em Viseu.

O seu curto reinado durou cinco anos, mas já tinha vasta experiência na governação. Deve-se ao rei a publicação da Lei Mental, uma forma de defender os bens da coroa, já aplicada no reinado do pai, mas oficialmente aplicada por Duarte; o nome da lei vem de já existir na mente do rei João I. Manteve a política que vinha do reinado do pai. No começo do reinado, as cortes pediram que não se fizesse a guerra sem o consentimento das mesmas, Duarte responde que a guerra é um assunto da vontade exclusiva do rei.
D. Duarte foi um monarca preocupado em gerar consenso e ao longo do curto reinado de cinco anos convocou as Cortes cerca de cinco vezes, para discutir assuntos de estado. Várias vezes as Cortes tinham pedido a D. João I a organização de uma colectânea em que se coordenasse e actualizasse o direito (lei) vigente, para a boa fé e fácil administração na justiça. Para levar a cabo essa obra, D. Duarte designou o doutor Rui Fernandes, que a concluiu em 1446. Posteriormente revista por ordem do infante D. Pedro, ela se converteria nas Ordenações Afonsinas.
D. Duarte deu continuidade à política de incentivo de exploração marítima e de conquistas em África e da centralização do poder que vinha do reinado anterior. A imagem que é dada das cortes de 1433 (Leiria-Santarém), o rei mostra-se firme com a nobreza e reprime os abusos de poder do clero.
Durante o seu reinado, o seu irmão Henrique estabeleceu-se em Lagos, a partir de onde dirigiu as navegações: assim, em 1434 Gil Eanes dobrou o Cabo Bojador, um ponto lendário da época, cuja travessia causava terror aos marinheiros; daí avançou-se para Angra dos Ruivos em 1435 e Afonso Gonçalves Baldaia atingiu o Rio do Ouro e Pedra da Galé em 1436. O arquipélago da Madeira foi doado ao irmão Henrique, em 1433.
Em 1437, os seus irmãos Henrique e Fernando convenceram-no a lançar um ataque a Marrocos, de forma a consolidar a presença portuguesa no norte de África, que se pretendia uma base para a exploração do Oceano Atlântico. A ideia não foi consensual: D. Pedro e D. João estavam contra a iniciativa de atacar directamente o rei de Marrocos. A campanha foi mal sucedida e a cidade de Tânger não foi conquistada, custando a derrota grandes perdas em batalha. O próprio infante Fernando foi entregue como garantia de devolução de Ceuta e morreu em cativeiro, anos depois, por recusar-se a ser libertado em troca da devolução de Ceuta, o que lhe valeu o cognome de "Infante Santo". No sentido de decidir o que fazer quanto a Ceuta, foram reunidas cortes (Leiria), em 1438; o rei mostra-se perfeitamente capaz e escuta as opiniões. Este desaire de Tânger é a única nota negativa do seu reinado, mas não por sua culpa.
Morre em 1438, de peste que assolava Lisboa.

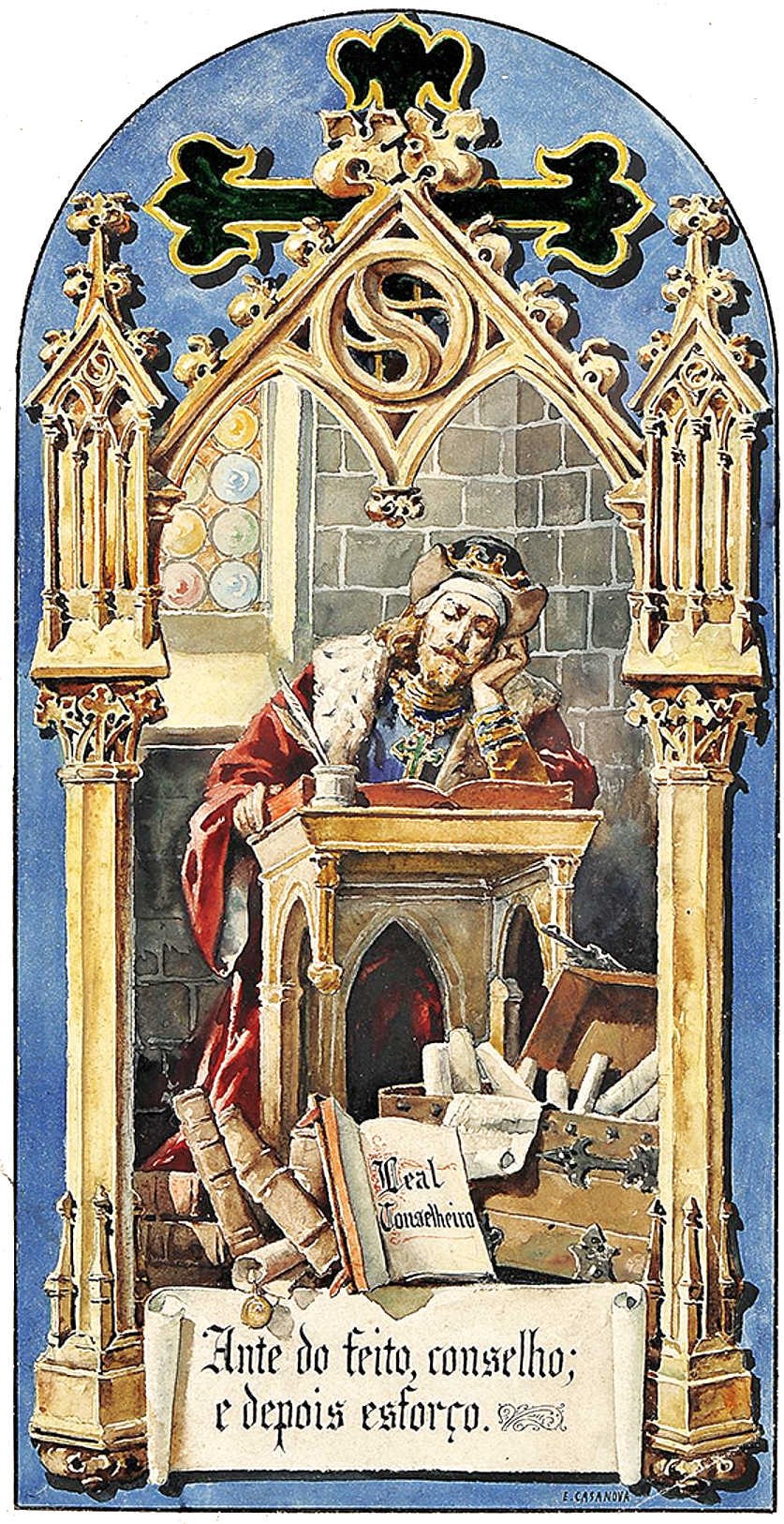
O rei a escrever a obra Leal Conselheiro.

## Obras
Duarte foi um homem interessado em cultura e conhecimento. Escreveu vários livros de poesia e prosa. Destes últimos destaca-se Leal Conselheiro, um ensaio sobre variados temas onde a moral e religião têm especial enfoque, endereçada a sua mulher, Leonor de Aragão. Nele, Duarte regista a depressão pela qual passou quando foi associado ao governo do pai e como a superou.
Compôs um livro de Regimento pera os que custumarem andar a cavallo, intitulado de Livro da Ensinança de Bem Cavalgar Toda Sela, em forma de manual para cavaleiros.
Da sua vida e obra se escreveu no século XVI o "Livro dos conselhos de el-rei D. Duarte". O livro apresenta a seguinte informação: "Livro da Cartuxa de Scala Coeli que D. Teotónio de Bragança. arcebispo de Évora, fundador da mesma casa lhe fez doação."

## Títulos, estilos e honrarias
Teve os seguinte títulos:
- 31 de Outubro de 1391 – 14 de Agosto de 1433: "Sua Alteza, o Infante Duarte de Portugal";
- 14 de Agosto de 1433 – 9 de Setembro de 1438: "Sua Alteza Real, o Rei".

O estilo oficial de D. Duarte enquanto Rei de Portugal: "Pela Graça de Deus, D. Duarte, Rei de Portugal e do Algarve, e Senhor de Ceuta".

## Descendência

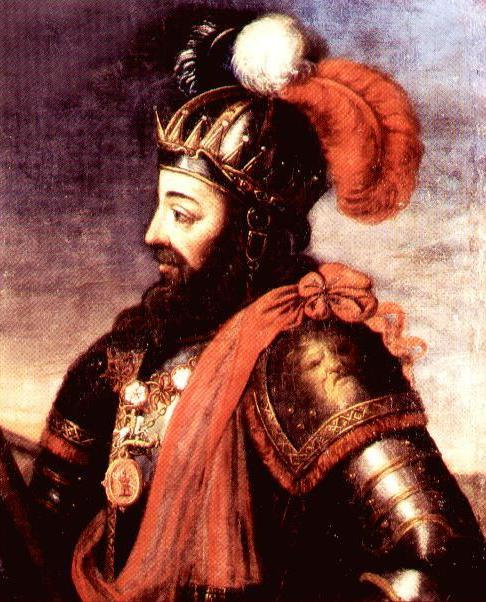
O rei Afonso V.

Da sua esposa, a infanta Leonor de Aragão (1402-1455), teve nove filhos.
A rainha tornar-se-ia regente do reino até Afonso V atingir a maioridade, o que gerou controvérsia no reino, pois a opinião pública considerava os infantes D. Pedro, D. Henrique e D. João mais capazes para a regência.
D. Leonor manteve-se regente até 1439, assinando os atos régios como «a triste rainha», e nesse ano foi substituída pelo infante D. Pedro e afastada da corte. Exilou-se em Espanha e morreu em Toledo. Deste casamento nasceram:

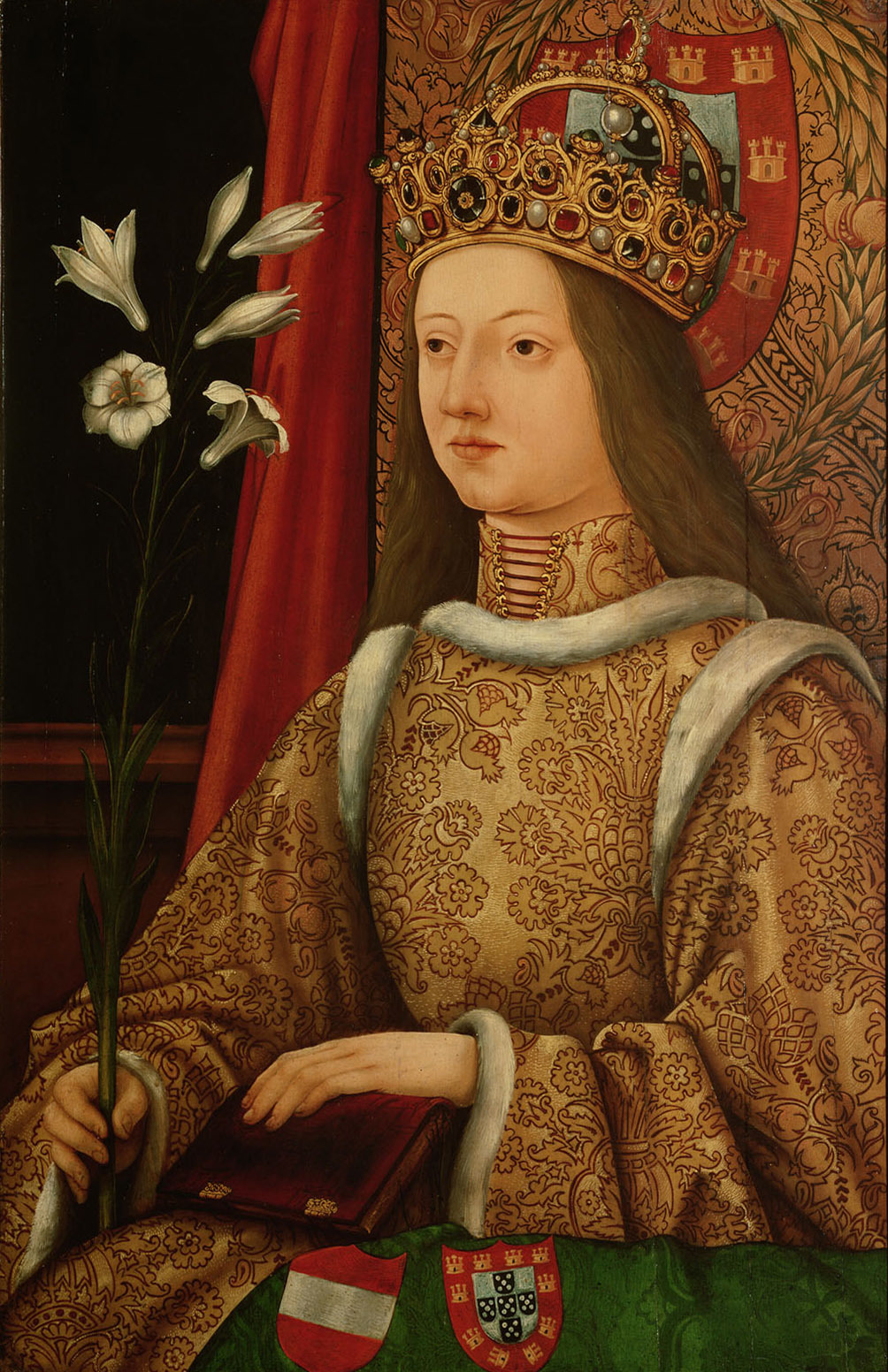
A imperatriz Leonor, filha de Duarte.

- D. João de Portugal (1429-?), morreu jovem;
- D. Filipa de Portugal (1430-1441), «morreu em idade de onze annos de pestenença em Lisboa»[15]
- D. Afonso V de Portugal (1432-1481), sucessor do pai no trono português;
- D. Maria de Portugal (1432);
- D. Fernando de Portugal, Duque de Viseu (1433-1470), pai do rei D. Manuel I de Portugal;
- D. Leonor de Portugal (1434-1467), casou com Frederico III, Sacro Imperador Romano-Germânico, mãe do imperador Maximiliano I;
- D. Duarte de Portugal (1435);
- D. Catarina de Portugal (1436-1463);
- D. Joana de Portugal (1439-1475), casou com o rei Henrique IV de Castela e foi mãe de Joana a Beltraneja ou a Excelente Senhora.

## Legado
Foi no seu reinado que Gil Eanes dobrou o cabo Bojador, um importante marco na exploração marítima.
Antes de ser rei, teve funções governativas e encarregou Fernão Lopes de escrever as crónicas dos rei de Portugal.
Deixou duas importantes obras literárias: Leal Conselheiro e Livro da Ensinança de Bem Cavalgar Toda Sela.
Deixou em testamento a regência à rainha que estava grávida de Joana. A rainha governou por alguns meses sozinha, depois em conjunto com o infante Pedro e em 1439, exilou-se em Toledo.
Os seus filhos acabaram por crescer sem os pais. Afonso foi o sucessor de Duarte, Fernando foi o pai da rainha Leonor e do rei Manuel. Uma das filhas de Duarte, Leonor foi a primeira imperatriz portuguesa do Sacro Império, como tal Duarte é o avô do imperador Maximiliano I e este é o avô paterno do imperador Carlos V. 
Há quem pense que o enigmático retrato, geralmente conhecido por Léal Souvenir, executado por Jan van Eyck em 1432, seja o seu.